# Asau (Tuvalu)
Asau è un villaggio di Tuvalu situato sull'isola di Vaitupu.